# Campionato mondiale femminile di pallavolo 1952
Il campionato mondiale femminile di pallavolo 1952 si è svolto dal 17 al 29 agosto 1952 a Mosca, nell'Unione Sovietica: al torneo hanno partecipato otto squadre nazionali e la vittoria finale è andata per la prima volta all'[[Nazionale femminile  di pallavolo dell'
Unione Sovietica|
Unione Sovietica]].

## Squadre partecipanti
- Bulgaria
- Cecoslovacchia
- Francia
- India
- Polonia
- Romania
- Ungheria
- [[File:

Flag of the Soviet Union (1936 – 1955).svg|class=noviewer|
Unione Sovietica (bandiera)|border|20x16px]] [[Nazionale femminile  di pallavolo dell'
Unione Sovietica|
Unione Sovietica]]

## Podio

### Campione
[[Nazionale femminile  di pallavolo dell'
Unione Sovietica|
 
Formazione: 1 Bunina, 2 Čudina, 3 Gorbunova, 4 Kononova, 5 Kundirenko, 6 Kuskina, 7 Oserova, 8 Ponomariova, 9 Sakse, 10 Marčuk, 11 Toporkova, CT: Oskolkova

### Secondo posto
Formazione: 1 Celjnik, 2 Noszka, 3 Figwer, 4 Hajec, 5 Kubiakowna, 6 Ordzechowska, 7 Tomaszewska, 8 Welsyng, 9 Wardyńska, 10 K. Zakajewska, 11 M. Zakrzewska, CT: Kzcizanowski

### Terzo posto
Formazione: 1 Valaskova, 2 Svozilova, 3 Svobodova, 4 Hola, 5 Bochánkova, 6 Cerna, 7 Roobova, 8 Matalikova, 9 Lutockova, 10 Cigrova, 11 Stulcova, 12 Dostájlova, CT: Rovná

## Classifica finale
| Classifica | Squadre |
| ---------- | --- |
|            | [[File: Flag of the Soviet Union (1936 – 1955).svg\|class=noviewer\| Unione Sovietica (bandiera)\|border\|20x16px]] [[Nazionale femminile di pallavolo dell' Unione Sovietica\| Unione Sovietica]] |
|            | Polonia |
|            | Cecoslovacchia |
| 4          | Bulgaria |
| 5          | Romania |
| 6          | Ungheria |
| 7          | Francia |
| 8          | India |